# شريان سنخي سفلي
شريان سنخي سفلي (بالإنجليزية: Inferior alveolar artery)‏‏ هو شريان يتفرعُ من شريان الفك العلوي. ويروي عظم الفك السفلي والأسنان واللثة المرافقة لهم .

## فروعه
يخرجُ منه الفروع التالية:
- الفرع الضرسي اللامي للشريان السنخي السفلي
- الفرع الذقني للشريان السنخي السفلي